# 新野隆

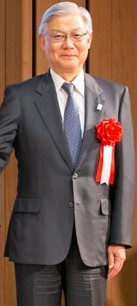
2018年11月

新野 隆（にいの たかし、1954年9月8日 - ）は、日本の実業家。日本電気(NEC)の代表取締役会長。

## 略歴
福岡市出身。1977年京都大学工学部卒業。京大在学中は京大アメリカンフットボール部に所属し、監督であった水野弥一に師事する。ポジションはディフェンシブバック。
1977年4月、日本電気入社。主に金融業界におけるITソリューション事業の営業担当として、メガバンク統合における基幹システム更新や、大手リテール事業者による金融サービス新事業の立ち上げなどに従事する。
遠藤信博社長に重用され、2012年4月、代表取締役執行役員副社長兼CSO（チーフストラテジーオフィサー）兼CIO（チーフインフォメーションオフィサー）を経て、2016年4月、日本電気代表取締役執行役員社長兼CEO就任。2021年4月、日本電気代表取締役会長就任。5月、情報通信ネットワーク産業協会会長。

## 職歴
- 1977年3月 - 京都大学工学部卒業
- 1977年4月 - 日本電気入社
- 2004年4月 - 同社第二ソリューション営業事業本部長
- 2005年4月 - 同社第三ソリューション事業本部副事業本部長
- 2006年4月 - 同社金融ソリューション事業本部長
- 2008年4月 - 同社執行役員兼金融ソリューション事業本部長
- 2010年4月 - 同社執行役員常務
- 2011年6月 - 同社取締役執行役員常務
- 2011年7月 - 同社取締役執行役員常務兼CSO
- 2012年4月 - 同社代表取締役執行役員副社長兼CSO兼CIO
- 2016年4月 - 同社代表取締役執行役員社長兼CEO
- 2021年6月 - 同社代表取締役会長